# Dedos de mimbre
«Dedos de mimbre» es una canción compuesta e interpretada por el músico argentino Luis Alberto Spinetta, incluida en su álbum solista Fuego gris editado en 1993, a su vez banda de sonido de la película homónima (1994) del director Pablo César. El tema fue presentado por primera vez en septiembre de 1973, en el Teatro Astral de Buenos Aires, cuando Spinetta presentó su álbum Artaud. 
El tema es ejecutado por Spinetta con la participación de Claudio Cardone en teclados, Jota Morelli en batería, y Machi Rufino en bajo.

## Contexto
Spinetta venía de tres álbumes de estudio sucesivos premiados como los mejores del año (Téster de violencia en 1988, Don Lucero en 1989 y Pelusón of milk en 1991). En 1991 y 1992 Spinetta se apartó relativamente de los músicos de su banda y se refugió en el espacio privado de su familia. A fines de 1990 su esposa Patricia había quedado embarazada de Vera y tanto su embarazo como su nacimiento fue un acontecimiento vivido personalmente por todos los miembros de la familia. En ese contexto Spinetta compuso y grabó en el estudio de su casa (Cintacalma) Pelusón of milk, un título que remite directamente a esa situación y al año siguiente Fuego gris, una obra que también trata de la introspección.
El mundo comenzaba a transitar los primeros años de la década de 1990, caracterizada por una mayor valoración social de lo privado -incluyendo el proceso de privatizaciones-, la riqueza y la fama, impulsada por un gran desarrollo de los medios de comunicación.
Argentina vivía los primeros años de lo que se denominó el menemismo, que luego de terminar con largos años de alta inflación con el Plan de Convertibilidad, inauguró un fenómeno conocido como farandulización de la política, en la que aparecían estrechamente vinculados los negocios privados, los políticos y las figuras famosas de la televisión y el deporte.

## El álbum
Las diecisiete canciones del álbum siguen el derrotero de una adolescente sin nombre a la que Spinetta bautizó Milita, que vive en un mundo de violencia y desamparo, donde el diálogo y la comunicación entre las personas no existe. Milita ha sufrido el abuso de su violento padre y la locura de su madre. Al no poder entrar al recital de su héroe roquero Kakón el Griego -kakón en griego significa "mal bello"-, personaje que debía interpretar Spinetta y finalmente no pudo hacerlo, cae por una alcantarilla a las cloacas de la ciudad. Allí se encuentra con un mundo onírico de monstruos y horrores, en el que debe buscar un sentido para su vida, en una suerte de "escape hacia el alma", como se titula la primera canción. El alma es precisamente uno de los conceptos a los que Spinetta más recurre en la poesía del álbum, fortaleciéndola con nociones de las filosofías orientales como el nirvana y lo zen.

## El tema
El tema es el undécimo track del álbum solista Fuego gris, banda sonora del "drama-rock" cinematográfico del mismo nombre, dirigido por Pablo César. Una canción "sobre el desamparo", según la define Martín Zariello.

Entre las ruinas
que nunca se levantan
nena yo veo
tus dedos de mimbre
quiero saber por qué los veo.
Dedos de mimbre

## Película
La canción se corresponde con la decimosegunda secuencia de la película (minuto 46:49 a 51:40). La protagonista sin nombre -llamada Milita por Spinetta- cae en una cloaca luego de que su padre se quemara en el consultorio del psicoanalista, mientras se derrumbaba. Caminando por la cloaca llega a un nuevo espacio lleno de tules, donde se encuentra con su héroe roquero, Kakón el Griego, encerrado en una especie de burbuja plática y rompiendo su guitarra eléctrica. Milita busca el modo de llegar hasta él y cuando lo logra se encuentra rodeado de niños (interpretados por los hijos de Spinetta), que lo sepultan con los libros que van rompiendo. Uno de esos libros se titula Leyes para la censura de la República Vananera.
Continuando su camino, Milito se encuentra con su madre (Cristina Banegas), que está pintando un cuadro de mar sobre humo y tiene sus ojos de papel (alusión al famoso tema de Spinetta "Muchacha (ojos de papel)").